# Formulación débil de una ecuación diferencial
La formulación débil (o formulación variacional) de un problema definido mediante ecuaciones diferenciales es una forma alternativa
en que dichas ecuaciones se escriben en forma integral, dando lugar a ecuaciones tratables mediante los métodos del álgebra lineal sobre un espacio vectorial de dimensión infinita o espacio funcional.
A continuación se introduce la formulación débil en general, se dan algunos ejemplos y se presenta el principal teorema de la formulación débil: el teorema de Lax-Milgram, que permite asegurar la existencia y unidad de una amplia clase de problemas en forma débil.

## Introducción
Considérese una ecuación diferencial y unas condiciones de contorno de la forma:

(1a){\displaystyle {\begin{cases}{\mathcal {D}}(u)=f\\u|_{\Gamma }=u_{0},\qquad u:\Omega \to \mathbb {R} ^{n}\qquad \Gamma \subset \partial \Omega \end{cases}}}

Donde:
{\displaystyle {\mathcal {D}}} es un operador diferencial.
{\displaystyle u\,} es la función matemática incógnita o solución que se busca de la ecuación diferencial.
{\displaystyle f\,} es una función matemática conocida que sirve para definir el problema (en un problema mecánico usualmente define las fuerzas, en un problema térmico los flujos de calor o las temperaturas, etc).
Para encontrar la forma débil del problema anterior necesitamos presuponer ciertas condiciones razonables sobre la solución, en concreto, necesitamos suponer que la función conocida {\displaystyle f\in V_{f}} y la función incógnita {\displaystyle u\in V_{u}} pertenecen cada una a un espacio de funciones ({\displaystyle V_{f},V_{u}}) que tienen estructura de espacios de Banach reflexivos ({\displaystyle V_{u}=V_{u}''\land V_{f}=V_{f}''}). Más concretamente, la hipótesis común es que el espacio de Banach al que pertenece la función incógnita es un subespacio {\displaystyle V_{u}\subset V_{f}'} del espacio dual de {\displaystyle V_{f}\,}. Hechas esas precisiones el problema (1) se puede formular como:

(1b){\displaystyle \mathbf {A} _{\mathcal {D}}u=f\in V_{u}'},

Donde:
{\displaystyle \mathbf {A} _{\mathcal {D}}:V_{u}\to V_{u}'} y {\displaystyle f\in V_{u}'} es espacio dual de {\displaystyle V_{u}\,}.
Formulados en esa forma los problemas (1a) y (1b) son esencialmente equivalentes e igualmente difíciles. La forma débil del problema se obtiene a partir de cálculo de variaciones que nos dice si {\displaystyle u\,} es solución de (1b) entonces también es solución del problema (2a):

(2a){\displaystyle [\mathbf {A} _{\mathcal {D}}(u)](v)=f(v),\forall v\in V_{u}}.

Las funciones, {\displaystyle v\,} se llaman funciones de prueba y el conjunto de todas ellas genera el espacio de Banach {\displaystyle V_{u}\,}. Cuando el operador {\displaystyle \mathbf {A} _{\mathcal {D}}} es lineal entonces el problema (2a) se puede escribir mediante una forma bilineal {\displaystyle a(\cdot ,\cdot ):V_{u}\times V_{u}\to \mathbb {R} ^{n}} como:

(2b){\displaystyle a(u,v)=f(v)\quad \forall v\in V,}

Donde la forma bilineal viene dada por:

{\displaystyle a(u,v):=[\mathbf {A} _{\mathcal {D}}u](v).}

Debido a que la introducción anterior es probablemente muy abstracta conviene introducir algunos ejemplos para ilustrarla.

## Ejemplos
En esta sección se particularizan los resultados anteriores a dos casos simples: la ecuación de Poisson que una vez expresada en forma débil da lugar a un problema variacional elíptico definido sobre el espacio de Sobolev y el caso del problema elástico lineal.

### Ecuación de Poisson
Consideremos la ecuación de Poisson en el llamado problema de Dirichlet:

(3a){\displaystyle {\begin{cases}-\Delta u=f\\u:\Omega \to \mathbb {R} ,&u=0\ {\mbox{en}}\ \partial \Omega \end{cases}}}

Donde el dominio {\displaystyle \Omega \subset \mathbb {R} ^{d}}. Una solución ordinaria o "fuerte" del problema anterior es una función:

{\displaystyle u\in C^{2}(\Omega )\cap C({\bar {\Omega }})}

Sin embargo, para reformular este problema en forma débil debemos introducir alguna estructura adicional para definir propiamente los espacios funcionales sobre los que se planteará un problema esencialmente equivalente. En primer lugar definimos el producto escalar {\displaystyle (\cdot ,\cdot )} típico del espacio L2(Ω):

{\displaystyle (u,v)=\int _{\Omega }uv\,dx}

Ahora derivamos la forma débil, multiplicando la ecuación (3a) por una función diferenciable {\displaystyle v\,} tenemos que:

{\displaystyle -\int _{\Omega }\Delta uv\,dx=\int _{\Omega }fv\,dx}.

Suponiendo que la función {\displaystyle v\,} es de Soporte compacto contenido en el interior dominio Ω, e integrando por partes se tiene:

{\displaystyle \int _{\Omega }\nabla u\cdot \nabla v\,dx=\int _{\Omega }fv\,dx.}

Como la función {\displaystyle v\,} es arbitraria, tenemos que si u es una solución "fuerte" de (3a) entonces también será una solución "débil" de (3b):

(3b){\displaystyle a(u,v)=f(v)\,}

Donde se han definido las funciones:

{\displaystyle {\begin{cases}a(u,v):\int _{\Omega }\nabla u\cdot \nabla v\,dx,&a(\cdot ,\cdot ):H_{0}^{1}(\Omega )\times H_{0}^{1}(\Omega )\to \mathbb {R} \\f(v):=\int _{\Omega }fv\,dx&f:L^{2}(\Omega )\to \mathbb {R} \end{cases}}}

La forma ecuación (3b) es precisamente la "forma débil" de la ecuación de Poisson sobre el espacio de Sobolev {\displaystyle H_{0}^{1}(\Omega )\subset L^{2}(\Omega )}. El interés de la forma débil es que para problemas de interés práctico la solución puede calcularse mediante el método de los elementos finitos sin mayor complicación, aun cuando una solución analítica de (3a) no sea sencilla de encontrar para un dominio dado. 
Igualmente el procedimiento anterior también explica los términos "forma débil" y "solución débil": Dada una solución "fuerte" de (3a) entonces también es solución de (3b), aunque una solución de (3b) no es estrictamente una solución de (3a) a menos que dicha solución sea una función dos veces diferenciable, aunque en el sentido de las distribuciones sí es una solución en ese sentido más "débil".

### Problema elástico
El problema elástico lineal planteado en términos de ecuaciones en derivadas parciales el problema elástico consta de las siguientes ecuaciones:

(4a){\displaystyle {\begin{cases}-{\mbox{div}}{\boldsymbol {\sigma }}=\mathbf {f} \\{\boldsymbol {\sigma }}=\mathbf {C} {\boldsymbol {\varepsilon }}(\mathbf {u} )\\{\boldsymbol {\varepsilon }}(\mathbf {u} )={\frac {1}{2}}({\boldsymbol {\nabla }}\otimes \mathbf {u} +\mathbf {u} \otimes {\boldsymbol {\nabla }})\end{cases}}}

Sea ahora el domino {\displaystyle \scriptstyle \Omega \subset \mathbb {R} ^{n}}, y sean la descomposición del contorno del dominio, {\displaystyle \scriptstyle \partial \Omega ={\bar {\Gamma }}_{u}\cup {\bar {\Gamma }}_{g}}, siendo {\displaystyle \scriptstyle \Gamma _{u},\Gamma _{g}} conjuntos abiertos y disjuntos ({\displaystyle \scriptstyle {\Gamma }_{u}\cap {\Gamma }_{g}=\varnothing }) donde en cada una de esas dos áreas predominan las condiciones de Dirichlet y Von Neumann:

(4b){\displaystyle {\begin{cases}\mathbf {u} =0&{\mbox{en}}\ \Gamma _{u}\\{\boldsymbol {\sigma }}(\mathbf {n} )=\mathbf {g} &{\mbox{en}}\ \Gamma _{g}\end{cases}}}

El problema en forma variacional el problema se expresa como:

(4c){\displaystyle a(\mathbf {u} ,\mathbf {v} )=\langle \ell ,\mathbf {v} \rangle ,\qquad \forall \mathbf {v} \in V}

Donde:
{\displaystyle a(\mathbf {u} ,\mathbf {v} )=\int _{\Omega }\mathbf {C} {\boldsymbol {\varepsilon }}(\mathbf {u} ):{\boldsymbol {\varepsilon }}(\mathbf {u} )\ d\Omega }, es una forma bilineal sobre el espacio funcional en que se plantea el problema.
{\displaystyle \langle \ell ,\mathbf {v} \rangle =\int _{\Omega }\mathbf {f} \cdot \mathbf {v} \ d\Omega +\int _{\Gamma _{g}}\mathbf {g} \cdot \mathbf {v} \ d\omega }

## Teorema de Lax-Milgram
El teorema de Lax-Milgram garantiza la existencia y unicidad de la forma débil de diversas ecuaciones elípticas en derivadas parciales de segundo orden. Su enunciado dice que:
| Dado un espacio de Hilbert {\displaystyle \scriptstyle V} y una forma bilineal {\displaystyle \scriptstyle b:V\times V\to \mathbb {R} } que sea {\displaystyle \scriptstyle V}-elíptica y continua, y un funcional lineal acotado {\displaystyle \scriptstyle \ell :V\to \mathbb {R} }. Entonces el problema: {\displaystyle b(u,v)=\langle \ell ,v\rangle ,\quad \forall v\in V} tiene solución única {\displaystyle \scriptstyle u\in V}, y existe una constante {\displaystyle \scriptstyle c>0} que no depende de {\displaystyle \scriptstyle \ell } tal que: {\displaystyle \\|u\\|\leq c\\|\ell \\|} |

El teorema anterior puede generalizarse en varias maneras una de ellas cambiando la igualdad por una desigualdad. Por ejemplo, la formulación variacional de un problema elastoplástico requiere el uso de inecuaciones (desigualdades) variacionales elípticas. Una inecuación variacional elíptica de segunda especie (IVE2) tiene la forma:

(IVE2){\displaystyle b(u,v-u)+j(v)-j(u)\geq \langle \ell ,v-u\rangle ,\quad \forall v\in V}

Si {\displaystyle \scriptstyle j(\cdot )} se anula idénticamente entonces se tiene una inecuación elíptica de primera especie. Para este tipo de generalización se tiene la siguiente generalización del teorema de Lax-Milgram:
| Dado un espacio de Hilbert {\displaystyle \scriptstyle V} y una forma bilineal {\displaystyle \scriptstyle b:V\times V\to \mathbb {R} } que sea {\displaystyle \scriptstyle V}-elíptica y continua, y un funcional lineal acotado {\displaystyle \scriptstyle \ell :V\to \mathbb {R} } y {\displaystyle \scriptstyle j:V\to \mathbb {R} \cup \{\infty \}} un funcional propio, convexo e inferiormente semicontinuo sobre V, entonces el problema (IVE2) tiene una única solución |

Este teorema usa en su demostración el teorema del punto fijo de Banach. Además un funcional {\displaystyle \scriptstyle j(\cdot )} no necesariamene acotado se es propio si al menos en algún punto es finito, y es inferiormente semicontinuo si para cualquier secuencia convergente {\displaystyle \scriptstyle \{x_{n}\}\to x} se cumple que:

{\displaystyle \lim _{n\to \infty }\inf j(x_{n})\geq j(x)}